# Oberhain
Oberhain är en ortsteil i kommunen Königsee i Landkreis Saalfeld-Rudolstadt i förbundslandet Thüringen i Tyskland. Oberhain var en kommun fram till 1 januari 2019 när den uppgick i Königsee. Kommunen Oberhain hade 652 invånare 2018.